# Universität für Musik und darstellende Kunst Wien

Logotyp.

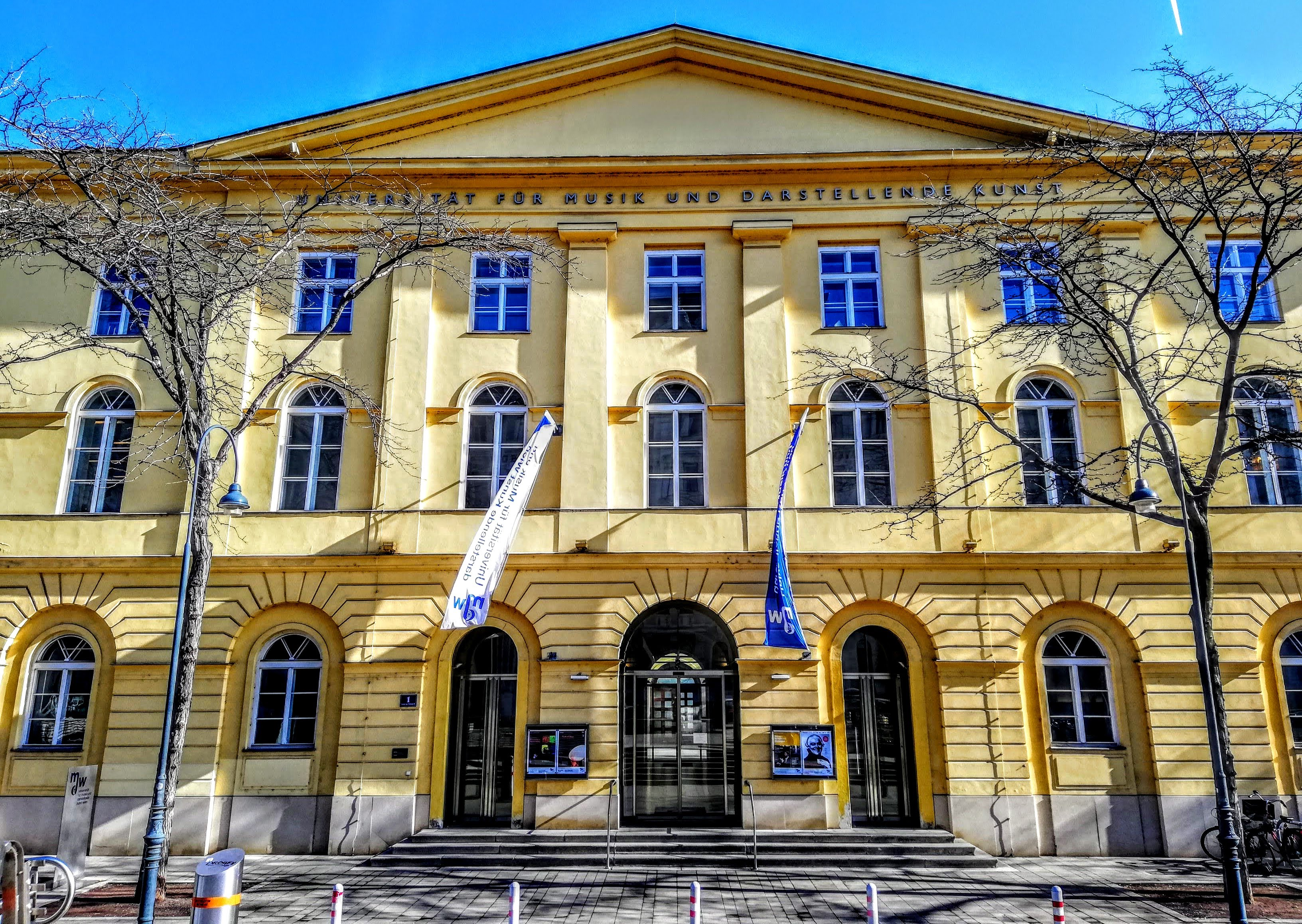
Huvudbyggnaden.

Universität für Musik und darstellende Kunst Wien är ett universitet i Österrikes huvudstad Wien, grundat år 1817. 
Universitetet är med över 3 000 studenter (2009) en av världens största högskolor för musik och scenisk konst. Sedan 1999 har institutionen universitetstatus.

## Bakgrund
Efter förebild från Paris (Conservatoire de Paris) grundades Wiens musikkonservatorium 1817 av Gesellschaft der Musikfreunde in Wien. Antonio Salieri var skolans första chef och verksamheten var från början inriktad enbart på sång, men redan 1819 anställdes violinisten Joseph Böhm och verksamheten kom att byggas ut även med instrumentalundervisning.
Tidigare namn för institutionen har varit bland annat Kaiserlich-königliche Akademie für Musik und darstellende Kunst och Hochschule für Musik und darstellende Kunst.